# Colias phicomone
Colias phicomone är en fjärilsart som först beskrevs av Eugen Johann Christoph Esper 1780.  Colias phicomone ingår i släktet Colias och familjen vitfjärilar. IUCN kategoriserar arten globalt som nära hotad. Inga underarter finns listade i Catalogue of Life.

## Bildgalleri

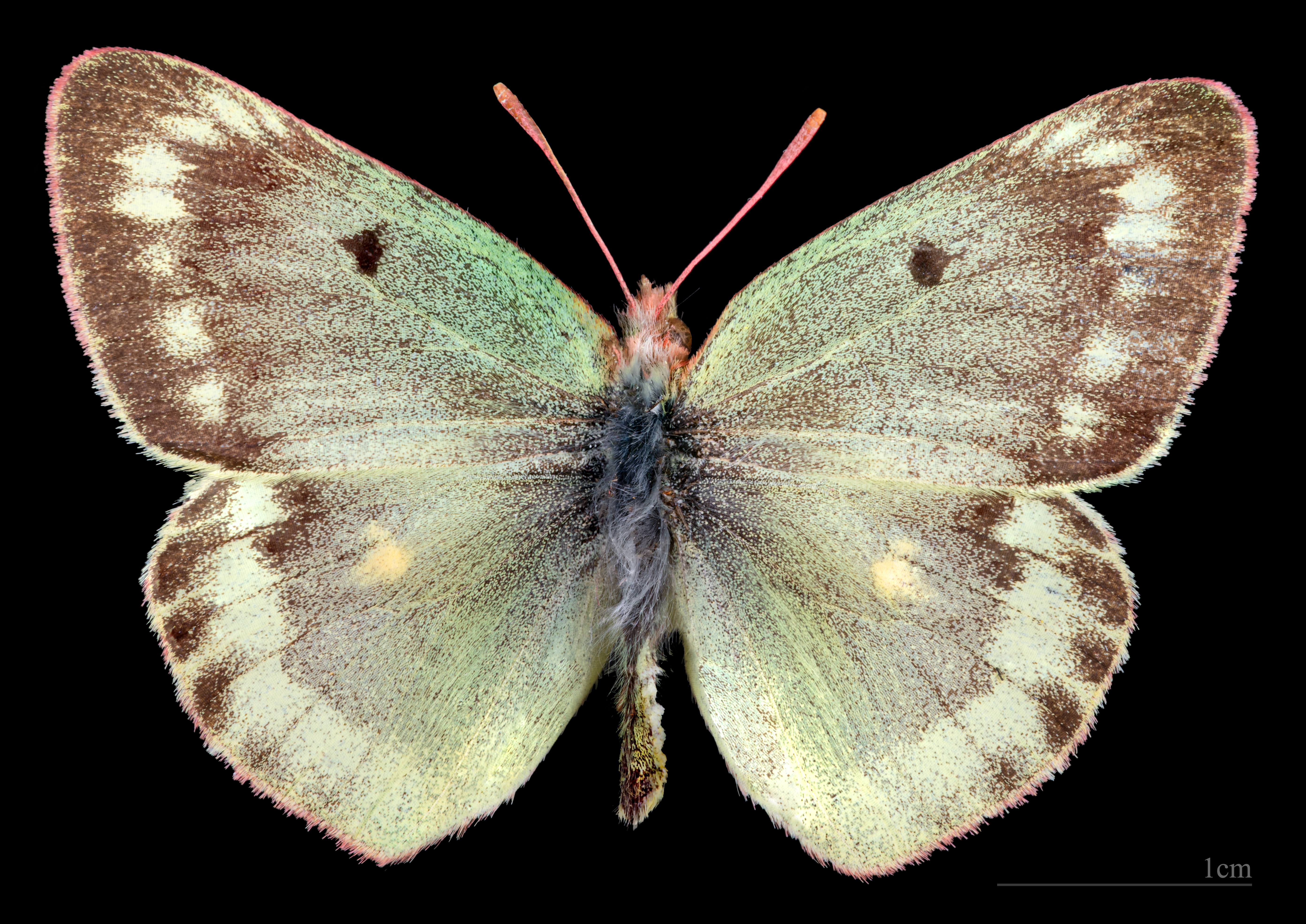
Colias phicomone ♂
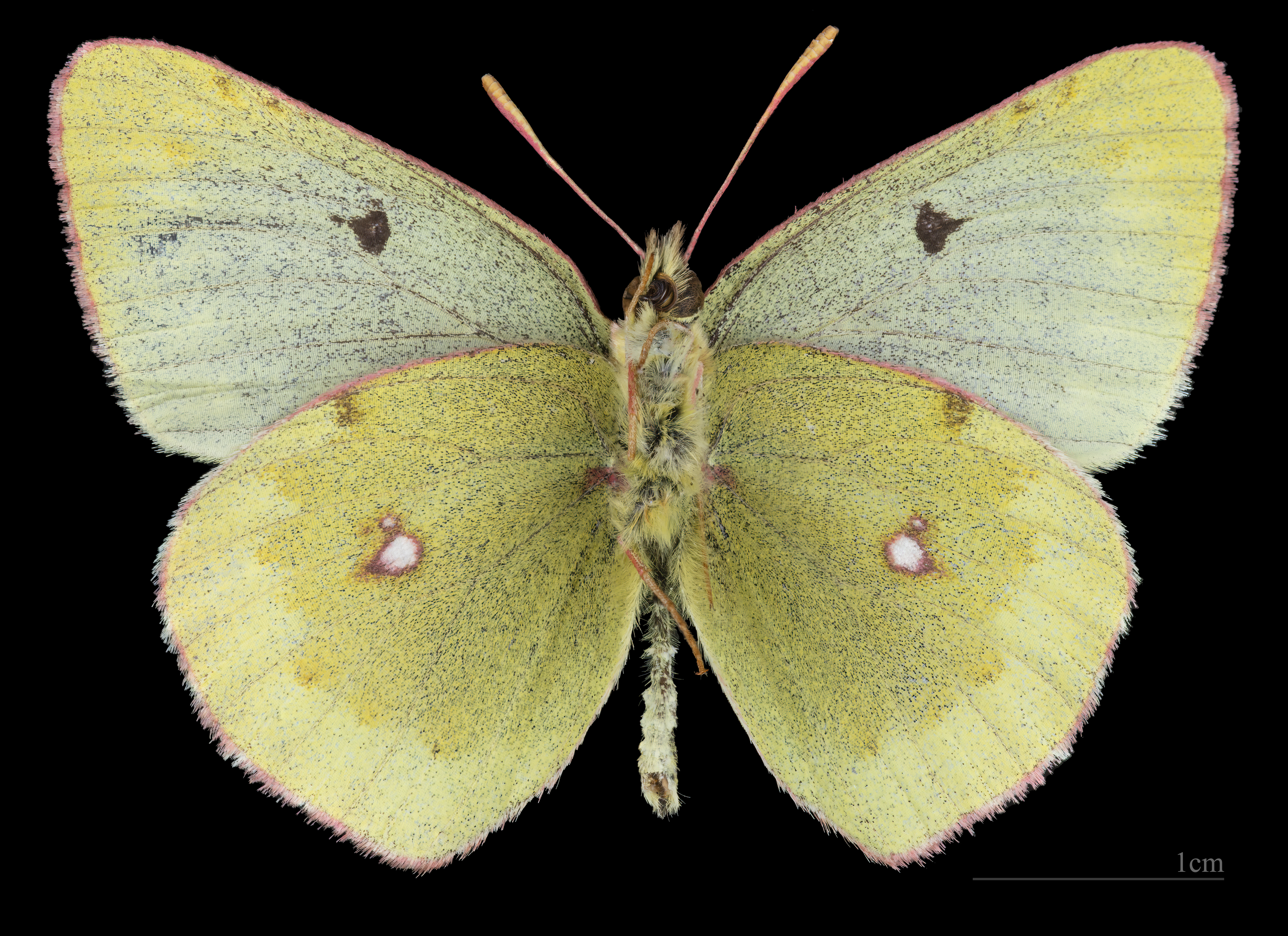
Colias phicomone ♂   △
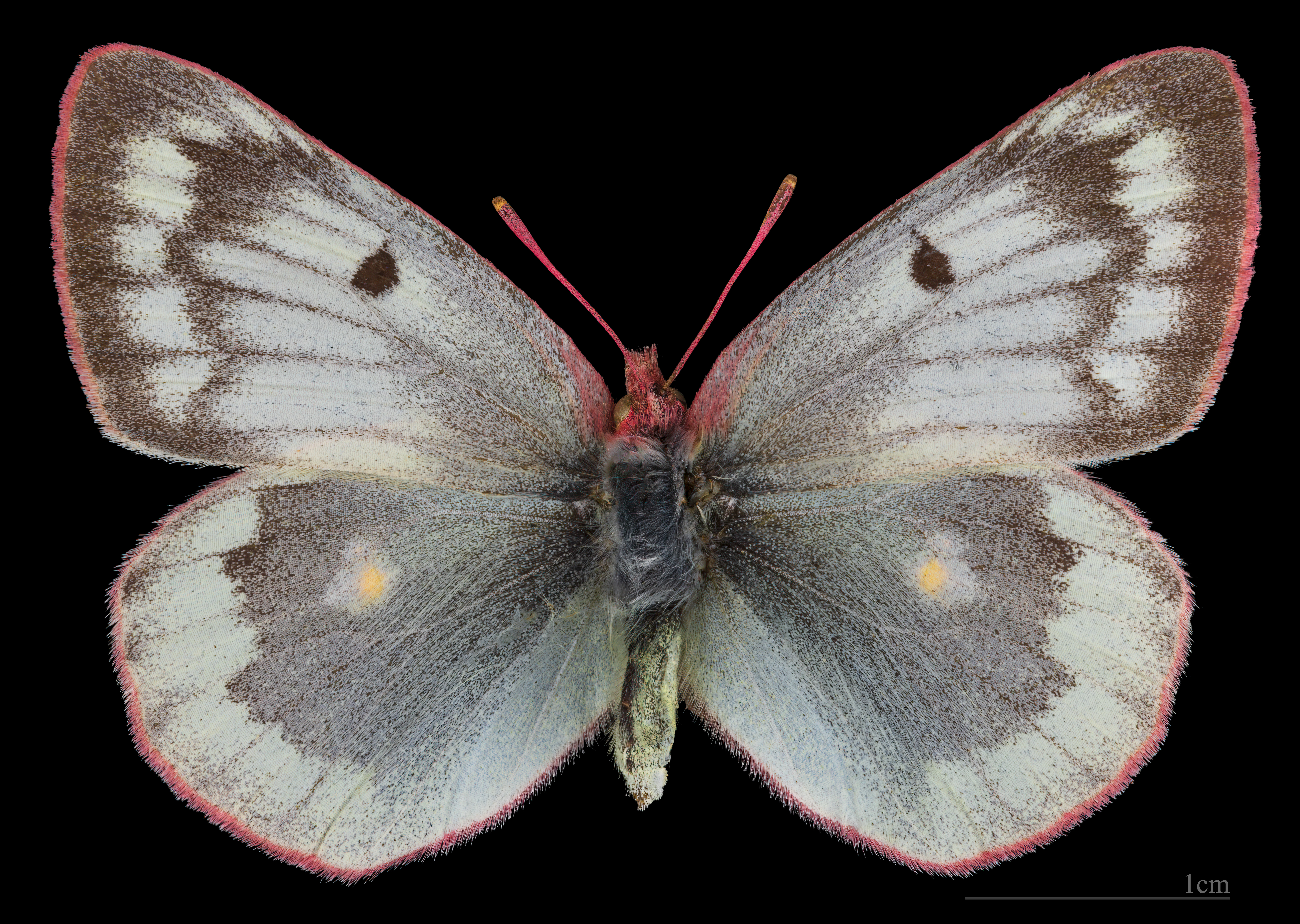
Colias phicomone ♀
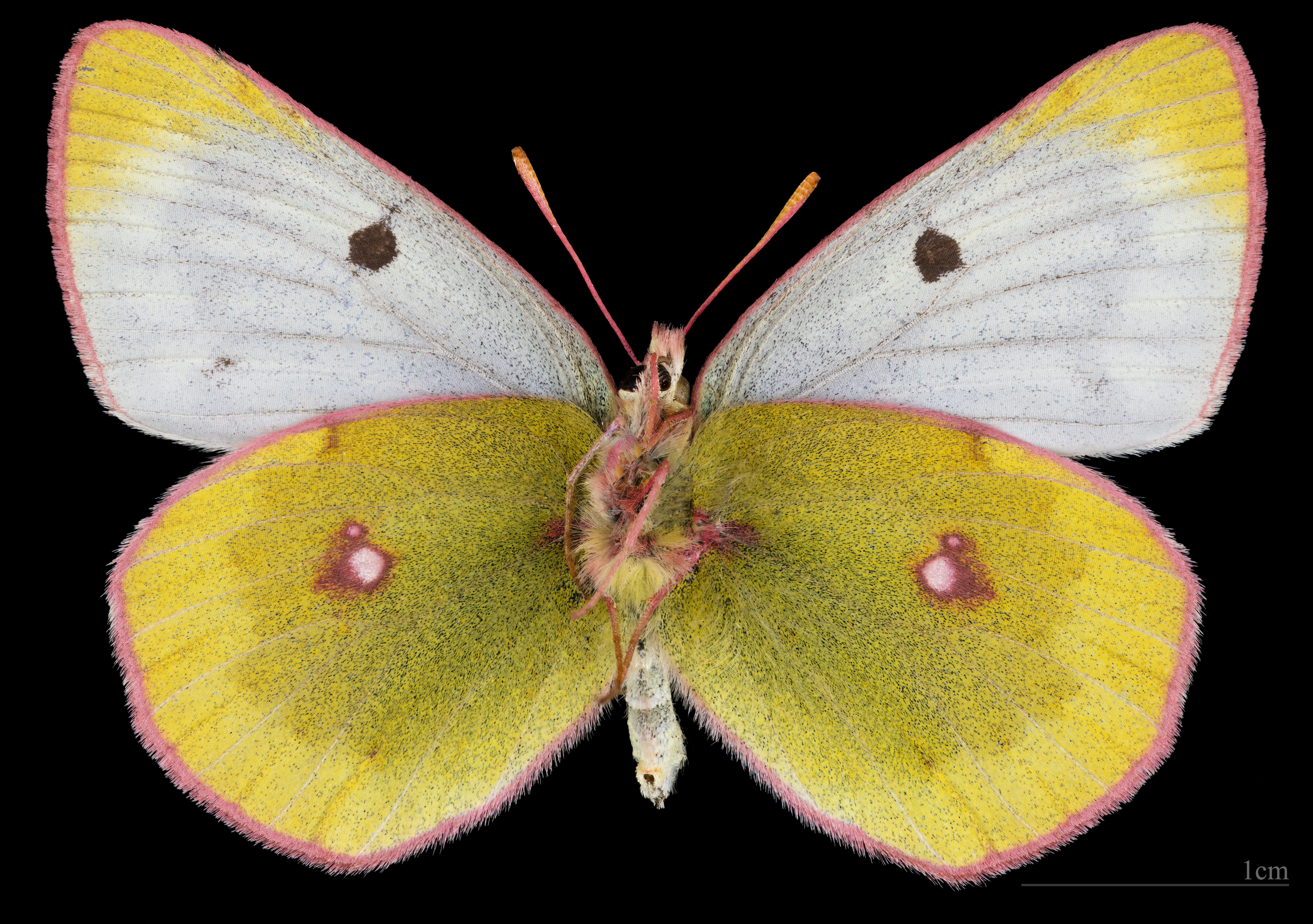
Colias phicomone ♀  △